# بررسی‌های ریاضی
بررسی‌های ریاضیاتی (به انگلیسی: Mathematical Reviews) (یا مرورهای ریاضیاتی) نشریه منتشر شده توسط انجمن ریاضی امریکا (AMS) است که شامل خلاصه‌ها و در برخی موارد ارزیابی مقالات متعددی در ریاضیات، آمار و علوم نظری رایانه می باشد. همچنین AMS پایگاه داده برخط کتابشناسی به نام MathSciNet را نیز منتشر می کند که شامل نسخه الکترونیکی Mathematical Reviews و اطلاعات مربوط به ۳٫۵ میلیون مرجع (آمار تا سال ۲۰۱۸ میلادی) نیز می باشد، بررسی‌های ریاضی ازین جهت بر روی این نشریه ناگذاری گردید که داده‌های ریاضی‌دانان در اهدای یافته‌ها و کشفیات خود بسیار بر امر تحلیل و بررسی داده‌های فعلی تاکید داشتند.